# ستيفان ناطر
ستيفان حسين ناطر (بالفرنسية: Stéphane Nater)‏ (مواليد 20 يناير 1984) هو لاعب كرة قدم تونسي فرنسي-الميلاد يلعب حاليًا لصالح النادي الأفريقي التونسي.

## المسيرة الدولية
انضم ناطر لقائمة منتخب تونس في نوفمبر 2013. وتواجد ناطر كاحتياطي في آخر مباراة لتونس في تصفيات أفريقيا المؤهلة لكأس العالم 2014 أمام الكاميرون لكنه لم يلعب. مشاركته الدولية الأولى كانت في المباراة الودية أمام كولومبيا يوم 5 مارس 2014.

## روابط خارجية
- ستيفان ناطر على موقع الاتحاد الدولي (مؤرشف)  (الإنجليزية)
- ستيفان ناطر على موقع قاعدة بيانات كرة القدم.إي يو (الإنجليزية)
- ستيفان ناطر على موقع ناشيونال فوتبول تيمز (الإنجليزية)
- ستيفان ناطر على موقع Soccerway.com (الإنجليزية)
- ستيفان ناطر على موقع عالم كرة القدم.نت (الإنجليزية)
- ستيفان ناطر على موقع AS.com (الإسبانية)